# دوري كرة القدم النرويجي الدرجة الأولى 1982
دوري كرة القدم النرويجي الدرجة الأولى 1982 (بالنرويجية: 2. divisjon fotball for menn 1982)‏ هو الموسم 34 من الدوري النرويجي الدرجة الأولى. أشرف على تنظيمه اتحاد النرويج لكرة القدم، وكان عدد الأندية المشاركة فيه 24، وفاز فيه Kongsvinger IL Toppfotball ‏.